# Ctenomys
Ctenomys Blainville, 1826 è un genere di roditori istricomorfi, noti comunemente come tuco-tuco. È l'unico genere della famiglia Ctenomyidae Lesson, 1842).

## Descrizione
I tuco-tuco sono roditori più spesso udibili che visibili. Il loro nome comune è derivato dalla nota di richiamo, simile a una campana, che ritorna echeggiando dal sottosuolo. Nelle sembianze esterne e nelle loro abitudini, somigliano ai gopher dell'America del Nord nonostante non abbiano sacche guanciali esterne. I tuco-tuco hanno un corpo robusto, lungo 18-25 cm, con 5-10 cm di coda; un adulto completamente sviluppato pesa 210-720 g. La testa è grande, con muso tozzo e robusti incisivi superiori. Le orecchie esterne sono ridotte a poco più di piccole pieghe di pelle attorno al condotto auditivo. Collo e arti sono corti e muscolosi, con gli arti anteriori leggermente più corti di quelli posteriori. I piedi posteriori hanno una frangia di lunghi peli, da cui il loro nome scientifico di Ctenomys, ratti dal pettine; quelli anteriori hanno robusti unghioni, più lunghi delle dita, usati per scavare tane. La pelliccia varia in lunghezza e densità nelle diverse specie e il colore va dal bruno scuro al giallo-brunastro opaco crema.
Le 60 specie esistenti differiscono solo relativamente per caratteristiche morfologiche e per abitudini di minore importanza; molte di esse sono probabilmente delle razze puramente locali. Una specie, Ctenomyx lewisi, scava gallerie negli argini dei corsi d'acqua e si pensa che possa essere parzialmente acquatica. I tuco-tuco sono diffusi nelle regioni tropicali e australi dell'America del Sud, dal Perù meridionale fino alla Terra del Fuoco, ma sono più numerosi in Argentina che altrove. In alcune zone, però, stanno divenendo rari, specialmente là dove la terra è stata recintata per l'allevamento delle pecore.

## Biologia
Il tuco-tuco è uno scavatore di tane che preferisce suoli asciutti e sabbiosi, ma è presente in molti e diversi tipi di habitat, dalle regioni e pianure costiere alle foreste e agli altipiani. Talvolta vive in colonie numerose, in cui diverse femmine adulte possono occupare la stessa tana. Si dice che, nello scavare le loro lunghe gallerie, questi Roditori usino la testa, il petto e i piedi anteriori per smuovere il terreno e, poi, i piedi posteriori per spostarlo all'indietro. Gli incisivi sono insolitamente larghi e probabilmente sono usati anch'essi per scavare. I tracciati delle gallerie sono contrassegnati da cumuli di terreno smosso, simili a quelli delle talpe; in realtà, in alcune regioni, l'animale viene chiamato ratto-talpa sudamericano. Le gallerie sono abbastanza superficiali, mai più di 30 cm dalla superficie, e comprendono camere per l'immagazzinamento del cibo e per la nidificazione. Esse sono talvolta così estese, che una vasta area di terra può esserne minata, rendendo il terreno pericoloso per l'equitazione e impraticabile per i veicoli a motore.
I tuco-tuco, estremamente attivi al mattino presto e nel tardo pomeriggio, trascorrono la maggior parte del giorno nelle loro tane. Prima di uscire in cerca di cibo, essi guardano fuori dell'entrata per vedere se vi sia un qualche pericolo, ma senza mostrarsi, poiché i loro occhi sono quasi a livello con la sommità della testa. In seguito, si allontanano raramente a più di qualche decina di centimetri dalle loro tane. Di conseguenza, vengono raramente avvistati dalla popolazione locale, benché spesso se ne odano i richiami. Comunque, hanno un'ottima vista, a differenza dei gopher e, di alcune specie, si dice che siano capaci di distinguere un essere umano in movimento persino ad una distanza di 45 m. Si curano molto per rimuovere dalla loro pelliccia la sabbia sciolta, pettinandosi con le rigide setole che crescono vicino alla base degli unghioni posteriori. In alcune zone, cavie e lucertole dividono le loro tane con i tuco-tuco e, quando questi se ne vanno, spesso vi subentrano topi e lucertole.
I tuco-tuco sono stati tenuti con successo in cattività, ma spesso infezioni della pelle provocano elevate mortalità. Il C. torquatus viene spesso usato per le ricerche in fisiologia.

### Alimentazione
I tuco-tuco si nutrono esclusivamente di cibo vegetale come erbe, tuberi, radici e steli, che raccolgono e immagazzinano in speciali camere nelle tane; queste riserve non vengono tuttavia utilizzate completamente. Non sembrano aver bisogno di abbeverarsi, ottenendo probabilmente sufficiente umidità dal cibo. Una specie, C. opimus, propria del Perù meridionale, si ciba quasi interamente di erba spinosa, Festuca chrysophylla.

### Riproduzione
Poco si sa delle abitudini riproduttive del tuco-tuco in natura. Il periodo di gestazione nel C. torquatus è di 103-107 giorni e in tutte le specie v'è un'unica figliata l'anno di 1-5 piccoli. Essi vengono partoriti in un nido rivestito d'erba, sul fondo della galleria. Il periodo di accoppiamento varia nelle diverse regioni, ma prevalentemente coincide con la stagione delle piogge, quando il cibo è abbondante. Nel C. peruanus, i piccoli sono ben sviluppati alla nascita e sono in grado di lasciare il nido e di nutrirsi di vegetali quasi immediatamente. Inoltre, essi sono anche capaci di lanciare richiami agli adulti. Possono riprodursi prima dell'anno di età, ma in natura vivono raramente più di tre anni, poiché cadono preda di numerosi animali carnivori, quali volpi sudamericane, skunk dal muso di porco, felini selvatici e falchi.

## Tassonomia
Il genere Ctenomys comprende le seguenti specie:
- Ctenomys argentinus Conterras e Berry, 1982 - tuco-tuco argentino;
- Ctenomys australis Rusconi, 1934 - tuco-tuco australe;
- Ctenomys azarae Thomas, 1903 - tuco-tuco di Azara;
- Ctenomys bergi Thomas, 1902 - tuco-tuco di Berg;
- Ctenomys bolivianus Waterhouse, 1848 - tuco-tuco boliviano;
- Ctenomys bonettoi Conterras e Berry, 1982 - tuco-tuco di Bonetto;
- Ctenomys brasiliensis Blainville, 1826 - tuco-tuco brasiliano;
- Ctenomys budini Thomas, 1913 - tuco-tuco di Budin;
- Ctenomys colburni J. A. Allen, 1903 - tuco-tuco di Colburn;
- Ctenomys coludo Thomas, 1920 - tuco-tuco di La Puntilla;
- Ctenomys conoveri Osgood, 1946 - tuco-tuco del Chaco;
- Ctenomys coyhaiquensis Kelt e Gallardo, 1994 - tuco-tuco del Coyhaique;
- Ctenomys dorbignyi Contreras e Contreras, 1984 - tuco-tuco di D'Orbigny;
- Ctenomys dorsalis Thomas, 1900 - tuco-tuco dal dorso nero;
- Ctenomys emilianus Thomas e St. Leger, 1926 - tuco-tuco di Emilio;
- Ctenomys famosus Thomas, 1920 - tuco-tuco della Sierra Famatina;
- Ctenomys flamarioni Travi, 1981 - tuco-tuco di Flamarion;
- Ctenomys fochi Thomas, 1919 - tuco-tuco di Foch;
- Ctenomys fodax Thomas, 1910 - tuco-tuco del Lago Blanco;
- Ctenomys frater Thomas, 1902 - tuco-tuco rossastro;
- Ctenomys fulvus Philippi, 1860 - tuco-tuco fulvo;
- Ctenomys goodfellowi Thomas, 1921 - tuco-tuco di Goodfellow;
- Ctenomys haigi Thomas, 1917 - tuco-tuco di Haig;
- Ctenomys johannis Thomas, 1921 - tuco-tuco del San Juan;
- Ctenomys juris Thomas, 1920 - tuco-tuco del Jujuy;
- Ctenomys knighti Thomas, 1919 - tuco-tuco del Catamarca;
- Ctenomys lami Freitas, 2001 - tuco-tuco di Lami;
- Ctenomys latro Thomas, 1918 - tuco-tuco variegato;
- Ctenomys leucodon Waterhouse, 1848 - tuco-tuco dai denti bianchi;
- Ctenomys lewisi Thomas, 1926 - tuco-tuco di Lewis;
- Ctenomys magellanicus Bennett, 1836 - tuco-tuco di Magellano;
- Ctenomys maulinus Philippi, 1872 - tuco-tuco della Laguna de Maule;
- Ctenomys mendocinus Philippi, 1869 - tuco-tuco del Mendoza;
- Ctenomys minutus Nehring, 1887 - tuco-tuco minuto;
- Ctenomys occultus Thomas, 1920 - tuco-tuco furtivo;
- Ctenomys opimus Wagner, 1848 - tuco-tuco di altopiano;
- Ctenomys osvaldoreigi Contreras, 1995 - tuco-tuco di Reig;
- Ctenomys pearsoni Lessa e Langguth, 1983 - tuco-tuco di Pearson;
- Ctenomys perrensi Thomas, 1898 - tuco-tuco di Goya;
- Ctenomys peruanus Sanborn e Pearson, 1947 - tuco-tuco peruviano;
- Ctenomys pilarensis Contreras, 1993 - tuco-tuco del Pilar;
- Ctenomys pontifex Thomas, 1918 - tuco-tuco del San Luis;
- Ctenomys porteousi Thomas, 1916 - tuco-tuco di Porteous;
- Ctenomys pulcer
- Ctenomys pundti Nehring, 1900 - tuco-tuco di Pundt;
- Ctenomys rionegrensis Langguth e Abella, 1970 - tuco-tuco del Rio Negro;
- Ctenomys roigi Contreras, 1988 - tuco-tuco di Roig;
- Ctenomys saltarius Thomas, 1912 - tuco-tuco del Salta;
- Ctenomys scagliai Contreras, 1999 - tuco-tuco di Scaglia;
- Ctenomys sericeus J. A. Allen, 1903 - tuco-tuco sericeo;
- Ctenomys sociabilis Pearson e Christie, 1985 - tuco-tuco coloniale;
- Ctenomys steinbachi Thomas, 1907 - tuco-tuco di Steinbach;
- Ctenomys sylvanus Thomas, 1919 - tuco-tuco di foresta;
- Ctenomys talarum Thomas, 1898 - tuco-tuco di Los Talas;
- Ctenomys torquatus Lichtenstein, 1830 - tuco-tuco dal collare;
- Ctenomys tuconax Thomas, 1925 - tuco-tuco robusto;
- Ctenomys tucumanus Thomas, 1900 - tuco-tuco del Tucumán;
- Ctenomys tulduco Thomas, 1921 - tuco-tuco della Sierra Tontal;
- Ctenomys validus Contreras, Roig e Suzarte, 1977 - tuco-tuco delle Lagune di Guanacache;
- Ctenomys viperinus Thomas, 1926 - tuco-tuco di Vipos;
- Ctenomys yolandae Contreras e Berry, 1984 - tuco-tuco di Yolanda.